# Římskokatolická farnost Albrechtice u Českého Těšína
Římskokatolická farnost Albrechtice u Českého Těšína je farnost římskokatolické církve v děkanátu Karviná ostravsko-opavské diecéze. Farním kostelem je kostel svatého Petra a Pavla v Albrechticích. Farářem je Mirosław Kazimierz.

## Historie
První zmínka o obci Albrechtice pochází z roku 1447 a dle této zmínky již v obci existovala farnost. Před rokem 1447 byl také postaven první kostel, který stával v místě současného dřevěného kostela. Tento kostel byl zasvěcen sv. Petrovi a Pavlovi. V době reformace patřil protestantům, 26. března 1654 se navrátil římskokatolické církvi a byl začleněn do karvinské farnosti. Kostel byl na konci 17. století zasvěcen sv. Michaelovi a mše se sloužily pouze jednou měsíčně. V důsledku povodní, které chrám poničily, byl na jeho místě v roce 1766 postaven nový dřevěný kostel sv. Petra a Pavla. Kostel byl postupně opravován a dovybavován. Generální oprava se konala v letech 1966-1967.
První snahy o postavení nového kostela se datují před první světovou válkou. Jelikož počet obyvatel v obci rostl, přestal starý dřevěný chrám stačit. Proto bylo v roce 1935 rozhodnuto o stavbě nového kostela svatého Petra a Pavla, který byl slavnostně vysvěcen 18. září 1938 kardinálem Adolfem Bertramem, arcibiskupem vratislavským. Po druhé světové válce došlo k dovybavování nového kostela – byl pořízen oltář (1947), věžní hodiny (1960), motorické zvonění (1966), varhany (1968). Po roce 1990 dochází k dalším opravám, v roce 1993 byly svěceny nové zvony.

## Seznam duchovních správců
| Jméno                | Období působení          | Poznámka                                                |
| -------------------- | ------------------------ | ------------------------------------------------------- |
| Dominik Piechaczek   | ?                        | působil jako kaplan na začátku druhé světové války      |
| Josef Maciejiczek    | 1946 - ?                 | lokalista                                               |
| ?                    |                          |                                                         |
| Viktor Alois Boczek  | únor 1975 - březen 1978  |                                                         |
| Jindřich Lorisz      | březen 1978 - srpen 1981 |                                                         |
| Stanoslav Waloszek   | 1. 7. 1981 - 31. 7. 1981 | zdejší rodák, který je zde i pohřben                    |
| Mgr. Rudolf Sikora   | 1. 8. 1981 - 30. 6. 1982 |                                                         |
| Ferdinand Otevřel    | 1. 7. 1982 - červen 1983 |                                                         |
| Mgr. Pavel Motyka    | červen 1983 - září 1984  | excurendo administrátor z Č. Těšína                     |
| Msgre Alois Pavlus   | 1. 9. 1984 - 9. 6. 1987  | zde zemřel, ale nebyl zde pohřben (pohřben v Č. Těšíně) |
| Zigmund Farnik       | 1. 7. 1987 - 30. 6. 1990 | excurendo administrátor z Horní Suché                   |
| Msgre Miloslav Klisz | 1. 7. 1990 - 31. 7. 1998 |                                                         |
| Miroslav Kazimierz   | 1. 8. 1998               | původně administrátor, od 1. 1. 2001 farář              |